# Бомбиньяс
Бомбиньяс (порт. Bombinhas)  —  муниципалитет в Бразилии, входит в штат Санта-Катарина. Составная часть мезорегиона Вали-ду-Итажаи. Входит в экономико-статистический  микрорегион Итажаи. Население составляет 25 058 человек на 2006 год. Занимает площадь 35,143 км². Плотность населения — 713,03 чел./км².

## История
Город основан 30 марта 1992 года.

## Статистика
- Валовой внутренний продукт на 2003 составляет 58.503.055,00 реалов (данные: Бразильский институт географии и статистики).
- Валовой внутренний продукт на душу населения на 2003 составляет 5.674,95 реалов (данные: Бразильский институт географии и статистики).
- Индекс развития человеческого потенциала на 2000 составляет 0,809 (данные: Программа развития ООН).

## География
Климат местности: умеренный.